# Тийи-ла-Кампань
Тийи́-ла-Кампа́нь (фр. Tilly-la-Campagne) — коммуна во Франции, находится в регионе Нижняя Нормандия. Департамент коммуны — Кальвадос. Входит в состав кантона Бургебюс. Округ коммуны — Кан.
Код INSEE коммуны — 14691.

## Население
Население коммуны на 2010 год составляло 125 человек.
| 1962 | 1968 | 1975 | 1982 | 1990 | 1999 | 2010 |
| ---- | ---- | ---- | ---- | ---- | ---- | ---- |
| 79   | 96   | 80   | 73   | 74   | 93   | 125  |

## Экономика
В 2010 году среди 85 человек трудоспособного возраста (15—64 лет) 65 были экономически активными, 20 — неактивными (показатель активности — 76,5 %, в 1999 году было 75,4 %). Из 65 активных жителей работали 63 человека (33 мужчины и 30 женщин), безработных было 2 (1 мужчина и 1 женщина). Среди 20 неактивных 7 человек были учениками или студентами, 8 — пенсионерами, 5 были неактивными по другим причинам.